# Vườn quốc gia Zyuratkul
Vườn quốc gia Zyuratkul (tiếng Nga: Зюраткуль) là một vườn quốc gia của Nga. Được thành lập vào năm 1993, nó bao gồm phần phía nam của Satkinsky Raion, tỉnh Chelyabinsk. Nó nằm cách khoảng 30 km về phía nam của Satka và 200 km về phía tây Chelyabinsk.
Các tính năng đáng chú ý của vườn quốc gia này bao gồm hồ Zyuratkul nằm trên một khu vực núi khô cằn thuộc dãy Ural ở độ cao 754 mét so với mực nước biển. Hồ nước này có diện tích bề mặt lên tới 13,2 km² và độ sâu tối đa đạt 8 mét. Nước hồ trong vắt cùng với phong cảnh ngoạn mục xung quanh. Hồ Zyuratkul thường được gọi là "Ritsa của Ural".
Một số dãy núi trong vườn quốc gia cũng đáng chú ý, trong đó có rặng Zyuratkul (dài 8 km và điểm cao nhất đạt 1.175 mét) hay rặng Nurgush là dãy núi có đỉnh núi cao nhất Chelyabinsk với 1.406 mét.